# هدايت الله (مقاطعة دلفان)
هدايت‌الله (بالفارسية: هدایت‌الله) هي قرية تقع في قسم ميربغ الجنوبي الريفي (مقاطعة دلفان) في إيران. يقدر عدد سكانها بـ 128 نسمة.